# Транспорт в Бенине
Транспортная система Бенина представлена железной дорогой и автомобильной инфраструктурой, а также двумя морскими портами. Существуют перспективные направления в сфере развития железнодорожной инфраструктуры и соединения с соседними странами путём железнодорожного транспорта.

## Железнодорожный транспорт
В Бенине проложено 578 километров однопутной железной дороги с метровой колеей. У Бенина нет  связей с железнодорожными системами соседних стран - в Нигере нет железнодорожной системы, а Нигерия, Того и Буркина-Фасо, несмотря на наличие своих систем железнодорожного транспорта, не построили соединения с системой Бенина. В 2006 году Индийские железные дороги предложили проект, целью которого было соединить Бенин с Нигером и Буркина-Фасо. Также страна является участником проекта AfricaRail.

## Автомобильный транспорт
Движение правостороннее. Наиболее распространенными видами транспорта являются велосипеды, мотоциклы, земджаны (мототакси). Также услуги предоставляют автобусы и маршрутки.
Страну пересекает трасса Дакар-Лагос сети трансафриканских автодорог, соединяющяя страну с Нигерией на востоке, и с Ганой, Того и Кот-д'Ивуаром на западе. Также асфальтированная дорога соединяет страну с Нигером на севере, продолжаясь в Буркина-Фасо и Мали на северо-западе.

## Водный транспорт

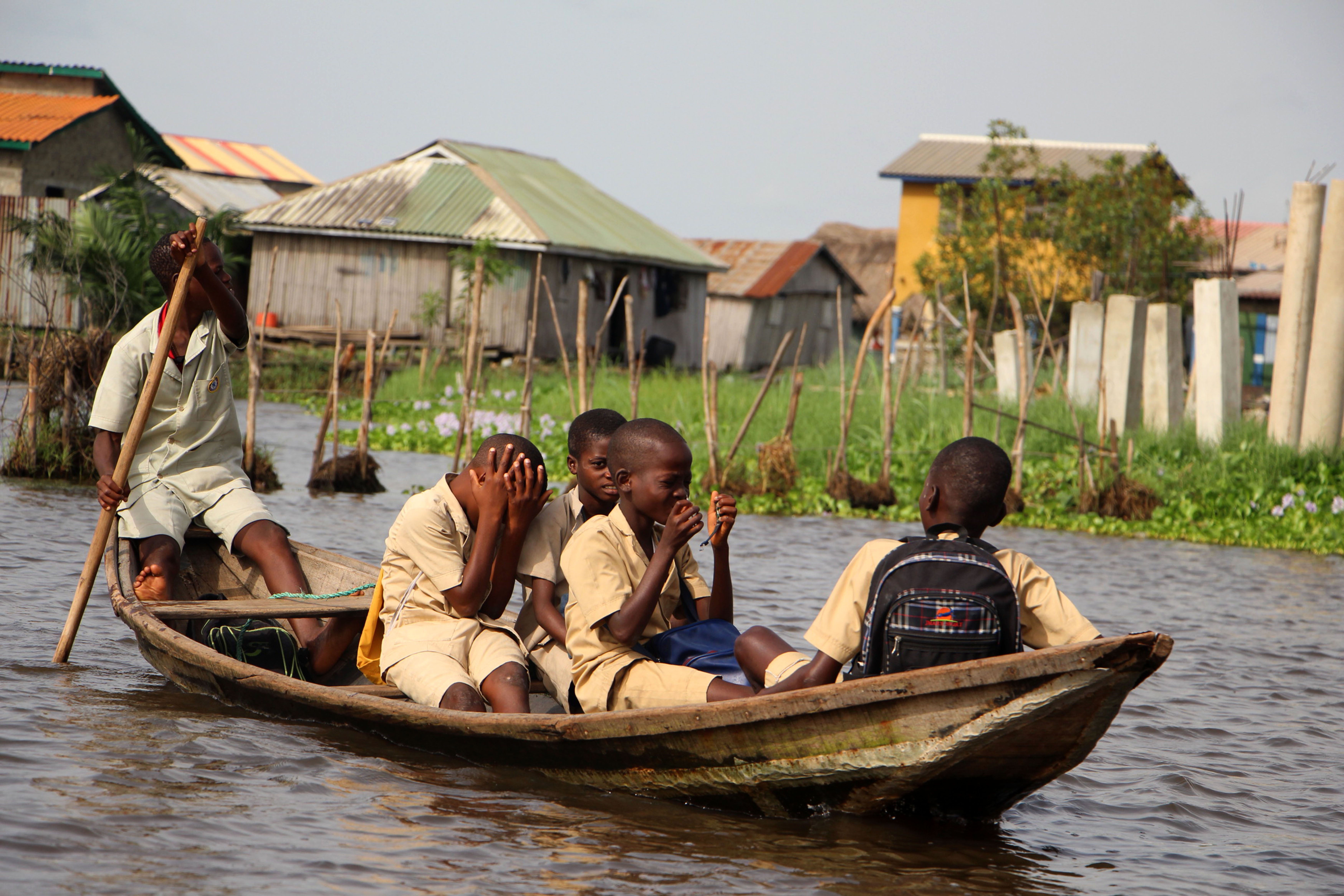
Перевозка детей в школу в Ганвье на пироге

Часть водных массивов страны судоходна, но их роль в пассажирских перевозках невелика. В стране есть два порта: в Котону и Порто-Ново. В Бенине нет торгового флота.